# Leucopternis semiplumbeus
Leucopternis semiplumbeus là một loài chim trong họ Accipitridae.